# Iker Leonet
Iker Leonet Iza, né le 10 décembre 1983 à Oiartzun, est un coureur cycliste espagnol. Il est professionnel de 2005 à 2007. 

## Palmarès
- 2003
  - Pentekostes Saria
  - Mémorial Etxaniz
  - 2e du Tour du Haut-Béarn
  - 3e du Mémorial Sabin Foruria
- 2004
  - San Martín Proba
  - 3e étape du Tour de Cantabrie
  - 2e du Tour de Cantabrie

## Classements mondiaux
| Année           | 2007   |
| --------------- | ------ |
| UCI Europe Tour | 1 187e |